# وریزیا قرمز
وریزیا قرمز (نام علمی: Vriesea rubra) نام یک گونه از تیره آناناسیان است.